# جيورجي ناغي (لاعب كرة سلة)
جيورجي ناجي (بالإنجليزية: György Nagy)‏ (و. 1926 – 2004 م) هو لاعب كرة سلة مجري، ولد في بودابست، شارك في الألعاب الأولمبية الصيفية 1948، توفي في بودابست، عن عمر يناهز 78 عاماً.

## روابط خارجية
- جيورجي ناجي على موقع الاتحاد الدولي لكرة السلة (الإنجليزية)
- جيورجي ناجي على موقع الاتحاد الدولي لكرة السلة (الإنجليزية)
- جيورجي ناجي على موقع سبورتس رفرنس (الإنجليزية)
- جيورجي ناجي على موقع أوليمبيديا (الإنجليزية)